# France Médias Monde
France Médias Monde, in precedenza Société de l'audiovisuel extérieur de la France (SAEF) o Audiovisuel extérieur de la France (AEF), è la società holding che supervisiona e coordina le attività delle radio e delle televisioni pubbliche detenute dallo stato francese avente diffusione all'estero. Dipende direttamente dal Ministero degli affari esteri francese. La sua missione è dinamizzare e modernizzare quelle società che lavoravano fino ad allora in ordine sparso e definire una strategia comune.
L'AEF federa tre entità:
- RFI, radio d'informazione internazionale multilingue con Monte Carlo Doualiya, filiale arabofona di RFI (controllata per il 100% da AEF) ;
- France 24, canale di informazione continua diffusa su tre canali distinti in francese, inglese e arabo (detenuta per il 100% da AEF) ;
- TV5 Monde, canale televisivo generalista, multilaterale francofono (controllata per il 49% da AEF insieme ad altri partner pubblici francese, canadese, svizzero e belga).

Questa riforma dell'AEF è stata voluta dal Presidente della Repubblica francese Nicolas Sarkozy, che ha nominato Alain de Pouzilhac presidente-direttore generale e Christine Ockrent direttrice generale delegata il 28 febbraio 2008.
Alla fine del 2010, il conflitto latente tra i due dirigenti esplode in occasione di un affare di spionaggio interno rivelato da Le Point. Christine Ockrent è quindi sconfessata dall'équipe di direzione e poi dalla redazione di France 24.